# Dodo Wildvang
Dodo Wildvang (* 24. September 1873 in Groß-Midlum, Ostfriesland; † 12. November 1940) war ein deutscher Lehrer und Heimatforscher, der für die Erforschung der Geologie Ostfrieslands bekannt ist.

## Leben
Wildvang untersuchte zunächst neben seiner Tätigkeit als Lehrer in Upleward die Marschgebiete an der Emsmündung und am Dollart, wobei er sich die nötigen wissenschaftlichen Methoden im Selbststudium beibrachte. Daraus entstanden 1911 und 1915 zwei Bücher. 1925 gab er seinen Beruf als Lehrer wegen eines Gehörleidens auf und wurde (freiwilliger) Mitarbeiter des Preußischen Geologischen Landesamtes, für die er Ostfriesland geologisch kartierte (27 Karten im Maßstab 1:25000). Dafür führte er rund 60.000 Bohrungen durch. 1938 erschien seine Geologie Ostfrieslands.
1940 wurde er Ehrendoktor der Universität Göttingen. Straßen in Upleward, Emden und Weener sind nach ihm benannt.
Mit dem Botaniker Ferdinand Dewers (1889–1961), Heinrich Schütte, dem Diatomeenforscher Christoph Brockmann (1878–1962) aus Bremerhaven, dem Lehrer und Erforscher der ostfriesischen Inseln Otto Leege (1862–1951), dem Wilhelmshavener Hafenbaudirektor Wilhelm Krüger (1871–1940) und dem Strombaudirektor in Bremen Ludwig Plate (1883–1967) war er 1927 Gründer der Arbeitsgemeinschaft norddeutscher Geologen (damals AG nordwestdeutscher Geologen).

## Schriften
- Eine prähistorische Katastrophe an der deutschen Nordseeküste und ihr Einfluß auf die spätere Gestaltung der Alluviallandschaft zwischen der Ley und dem Dollart, Emden und Borkum, Haynel 1911
- Das Alluvium zwischen der Ley und der nördlichen Dollartküste, Selbstverlag, Aurich 1915
- Versuch einer stratigraphischen Eingliederung der ostfriesischen Marschenmoore im Alluvialprofil und die sich dabei ergebenden Folgeerscheinungen in Bezug auf Bodenschwankungen, Jb. Preuß. Geolog. Landesamt, Band 54, 1934, S. 642–685
- Der tiefere Untergrund der ostfriesischen Nordseeinseln, Verein Naturwiss. Gesellschaft Emden, 1936, S. 1–56
- Die Geologie Ostfrieslands, Abh. Preuß Geolog. Landesamt, Neue Folge, Heft 181, 1938 (211 Seiten, mit geologischer Übersichtskarte 1:100.000).
- Das Reiderland - eine geologische, gemeinverständliche Abhandlung, Selbstverlag, Aurich 1920.